# International Tennis Championships 1994
L'International Tennis Championships 1994 è stato un torneo di tennis giocato sulla Terra Har-Tru.
È stata la 2ª edizione dell'International Tennis Championships, che fa parte della categoria ATP World Series nell'ambito dell'ATP Tour 1994.
Si è giocato a Coral Springs in Florida, dal 9 maggio al 16 maggio 1994.

## Campioni

### Singolare
Luiz Mattar ha battuto in finale  Jamie Morgan con il punteggio di 6–4, 3–6, 6–3

### Doppio
Lan Bale /  Brett Steven hanno battuto in finale  Ken Flach /  Stéphane Simian con il punteggio di 6–3, 7–5